# Тиропеонська долина
31°46′37″ пн. ш. 35°14′03″ сх. д. / 31.776947222222° пн. ш. 35.234238888889° сх. д.

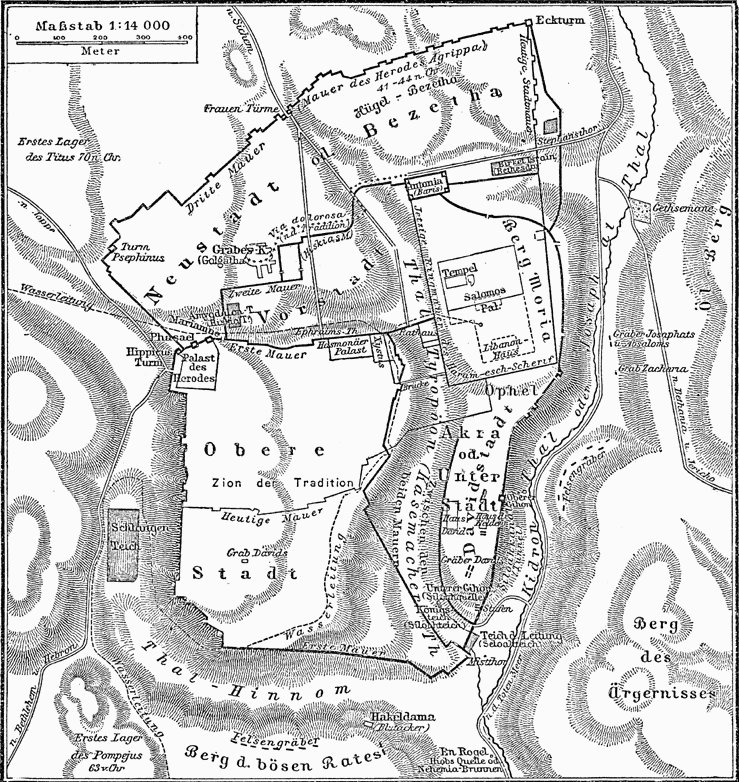
Тиропеонська долина на карті 1888 року

Тиропеонська долина (або «Долина сироварів») — назва долини в Єрусалимі, відома з часів історика Йосип Флавій (Юдейська війна 5.140) в Старому місті Єрусалиму, яке в давнину відокремлювало гору Морія від гори Сіон і охоплювала пагорб Офел впадаючи в долину Гінном. Тиропеонська долина, зараз заповнена величезним скупченням уламків і є майже рівнина, раніше була перекрита мостами, найбільш відомим з яких був Сіонський міст, який ймовірно, був звичайним засобом з'єднання між королівським палацом на Сіоні та храмом.
Західна стіна Храмової гори підійматися з дна цієї долини на висоту 25 метрів, де вона була на рівні з місцевістю, а над нею і як продовження з нього стіна Храму Соломона підійматися на висоту близько 15метрів.
У Мідному сувої ця долина івритом називається Зовнішня долина (3Q15 зб. 8, рядок 4). Назва «των τυροποιων» (tōn tyropoiōn), можливо, виникла як давній помилковий переклад з івриту на грецьку мову книги Йосипа Флавія. Семітські мови використовують один і той же корінь для «зовнішніх» та «замерзлих».